# Delingshan
Delingshan (kinesiska: 德岭山, 德岭山乡) är en socken i Kina. Den ligger i den autonoma regionen Inre Mongoliet, i den norra delen av landet, omkring 260 kilometer väster om regionhuvudstaden Hohhot.
Genomsnittlig årsnederbörd är 329 millimeter. Den regnigaste månaden är juni, med i genomsnitt 77 mm nederbörd, och den torraste är december, med 2 mm nederbörd.